# Unterlassen (Italien)
Als Unterlassen (it. reato omissivo) bezeichnet man im Strafrecht Italiens neben azione (Handlung) eine Begehungsweise der Straftat. Omissione und azione bilden gemeinsam das Merkmal condotta (Verhalten).

## Abgrenzung vonreati omissivi propriundimpropri
Vergleichbar der Abgrenzung im deutschen Recht von echten und unechten Unterlassungsdelikten, kennt auch das italienische Strafrecht zwei Arten von Unterlassungsdelikten: reati omissivi propri und impropri. Worin das Abgrenzungsmerkmal bestehen soll, ist indessen nicht abschließend geklärt. Marinucci/Dolcini versuchen dies über das Merkmal der Erfolgszurechnung. Die reati omissivi propri rechnen dem Unterlassungstäter einen bestimmten Erfolg zu, während die impropri ein bloßes Unterlassen zur Bedingung hätten (das freilich ebenfalls in einen Erfolg münden könne).
Eine zweite Ansicht verweist hingegen auf das formale Kriterium, ob der Tatbestand vom Gesetzgeber ausdrücklich vorgesehen sei (dann propri) oder sich lediglich aus der Kombination von Art. 40 Abs. 2 c.p. (Pflicht zur Verhinderung des Erfolges) mit den Delikten des besonderen Teiles ergebe. Echte Unterlassungsdelikte, d. h. solche die vom Gesetzgeber explizit als Unterlassungsdelikte benannt sind, sind demnach etwa die unterlassene Hilfeleistung (Art. 593 c.p.) oder das Unterlassen der Anzeige eines Delikts gegen den Bestand des Staates (Art. 364 c.p.).

## Merkmale desreato omissivo proprio
Die Merkmale des reato omissivo proprio sind:
1. Situazione tipica (deliktstypische Situation): Echte Unterlassungsdelikte beschreiben in ihren tatbestandlichen Voraussetzungen eine deliktstypische Situation; im Falle der unterlassenen Hilfeleistung etwa die Gefahrsituation der hilfsbedürftigen Person.[1]
2. Condotta omissiva (unterlassendes Verhalten): In dieser deliktstypischen Situation unterlässt es der Täter zu handeln, obwohl
3. die possibilità materiale (auch possibilità di agire; Handlungsfähigkeit) besteht. Diese wird etwa verneint, wenn ein Nichtschwimmer einem Ertrinkenden nicht zu Hilfe eilt.[1]